# Sävsjö pastorat
Sävsjö pastorat är ett pastorat i Njudung-Östra Värends kontrakt i Växjö stift inom Svenska kyrkan belägen i Sävsjö kommun.
Pastoratkod är 061209.
Från 2006 består pastoratet av (för omfattning före 2006, se Sävsjö församling):
- Sävsjö församling
- Vrigstad-Hylletofta församling
- Stockaryds församling

samt före 2010
- Skepperstads församling
- Hjärtlanda församling

samt före 2019
- Hjälmseryds församling
- Hultsjö församling

Sävsjö kyrkliga samfällighet fanns före 2014 omfattande samma församlingar som pastoratet.